# Aleksandr Mołodczy
Aleksandr Ignatowicz Mołodczy, ros. Александр Игнатьевич Молодчий (ur. 27 czerwca 1920 w Ługańsku, zm. 9 czerwca 2002 w Czernihowie) – radziecki wojskowy, generał porucznik pilot, dwukrotny Bohater Związku Radzieckiego (1941, 1942), Ukrainiec.

## Życiorys
Urodził się w Ługańsku w Ukraińskiej SRR. W młodości należał do miejscowego aeroklubu, w którym ukończył kurs samolotowy.
W 1937 wcielony do Armii Czerwonej i skierowany do wojskowej szkoły pilotów w Woroszyłowgradzie, którą ukończył w 1938. Został skierowany jako pilot do pułku Lotnictwa Bombowego Dalekiego Zasięgu. Początkowo latał jako pilot w 420 pułku lotnictwa bombowego 3 Dywizji Lotnictwa Bombowego Dalekiego Zasięgu.
Latem 1941 brał udział w pierwszych lotach bojowych na dalekie tyły nieprzyjaciela, w sierpniu 1941 uczestniczył jako pilot samolotu Ił-4 w pierwszych nalotach lotnictwa radzieckiego na obiekty w rejonie Berlina. Następnie uczestniczył w wielu lotach bojowych na ważne strategicznie linie komunikacyjne. 22 października 1941 otrzymał tytuł Bohatera Związku Radzieckiego.
Następnie został zastępcą dowódcy eskadry w 748 pułku lotnictwa bombowego, przemianowanego później na 2 Gwardyjski pułk lotnictwa bombowego dalekiego zasięgu. Dalej wykonywał loty bojowe na dalekie zaplecze wojsk niemieckich, za co po raz drugi 31 grudnia 1941 otrzymał tytuł Bohatera Związku Radzieckiego. Następnie został dowódcą eskadry, a w 1944 instruktorem pilotów w 3 Dywizji Lotnictwa Bombowego Dalekiego Zasięgu i funkcję tę pełnił do zakończenia II wojny światowej.
W czasie wojny wykonał 311 lotów bojowych (w tym 281 lotów w nocy), przelatując około 600 tys. km z tego około 190 tys. nad terytorium wroga. Załogi samolotów pilotowanych przez niego zestrzeliły 5 samolotów niemieckich i zrzuciły około 200 ton bomb na obiekty przeciwnika.
Po zakończeniu II wojny światowej, dalej służył w Lotnictwie Dalekiego Zasięgu, gdzie zajmował stanowiska dowódcze. W 1959 ukończył Akademię Sztabu Generalnego, a w 1962 otrzymał nominację na generała porucznika. W marcu 1965 przeniesiony do rezerwy.
Po przejściu do rezerwy zamieszkał w Czernihowie na Ukrainie, gdzie zmarł w 2002.

## Odznaczenia
- Złota Gwiazda Bohatera Związku Radzieckiego – dwukrotnie (22.10.1941, 31.12.1942[1][2])
- Order Lenina – (trzykrotnie - 22.10.1941, 31.12.1942, 19.08.1944[3])
- Order Czerwonego Sztandaru – trzykrotnie
- Order Aleksandra Newskiego (13.07.1945[4])
- Order Wojny Ojczyźnianej I klasy
- Order Czerwonej Gwiazdy
- Medal „Za zasługi bojowe”
- Medal 100-lecia Urodzin Lenina
- Medal „Za obronę Moskwy”
- Medal „Za obronę Leningradu”
- Medal „Za obronę Stalingradu”
- Medal „Za zdobycie Królewca”
- Medal „Za zdobycie Berlina”
- Medal „Za zwycięstwo nad Niemcami w Wielkiej Wojnie Ojczyźnianej 1941–1945”
- Medal jubileuszowy „Dwudziestolecia zwycięstwa w Wielkiej Wojnie Ojczyźnianej 1941–1945”
- Medal jubileuszowy „Trzydziestolecia zwycięstwa w Wielkiej Wojnie Ojczyźnianej 1941–1945”
- Medal jubileuszowy „Czterdziestolecia zwycięstwa w Wielkiej Wojnie Ojczyźnianej 1941–1945”
- Medal jubileuszowy „50-lecia zwycięstwa w Wielkiej Wojnie Ojczyźnianej 1941–1945”
- Medal Żukowa
- Medal „Weteran Sił Zbrojnych ZSRR”
- Medal jubileuszowy „30 lat Armii Radzieckiej i Floty”
- Medal jubileuszowy „40 lat Sił Zbrojnych ZSRR”
- Medal jubileuszowy „50 lat Sił Zbrojnych ZSRR”
- Medal jubileuszowy „60 lat Sił Zbrojnych ZSRR”
- Medal jubileuszowy „70 lat Sił Zbrojnych ZSRR”
- Medal „W upamiętnieniu 250-lecia Leningradu”
- Medal „Za nienaganną służbę” I stopnia
- Order Czerwonego Sztandaru (Mongolia)
- Order Bohdana Chmielnickiego II klasy (1995, Ukraina)
- Order Bohdana Chmielnickiego III klasy (1999, Ukraina)